# Onosma subulifolium
Onosma subulifolium är en strävbladig växtart som beskrevs av H. Riedl. Onosma subulifolium ingår i släktet Onosma och familjen strävbladiga växter. Inga underarter finns listade i Catalogue of Life.